# 印度尼西亚—朝鲜关系
印度尼西亚－朝鲜关系指的是印度尼西亚共和国和朝鲜民主主义人民共和国的双边关系。印度尼西亚是在国际以朝鲜人权问题及其发展核子武器为由刻意孤立朝鲜下，少数仍然和它保持亲密关系的国家之一。这两个国家的关系可以追溯到两国分别由苏加诺和金日成领导的1960年代。
印度尼西亚有派驻大使馆在平壤，同时朝鲜亦有大使馆在雅加达。两国都是不结盟运动的成员国。
根据BBC在2013年的民调中，42％的印尼人对朝鲜採正面看法，仅有22%表示负面看法。印尼是世界上对朝鲜评价第二高的国家，仅次于加纳。

## 历史
1965年朝鲜劳动党委员长兼内阁首相金日成访问印度尼西亚时，印尼的苏加诺总统带他去参观茂物植物园，金日成被一种紫红色的兰花吸引，苏加诺总统遂将该花命名为金日成花，象征两国之间永恒的友谊。金日成花现在已经成为朝鲜政府对“已故领导人”的宣传。
2002年3月，印尼总统梅加瓦蒂·苏加诺普特丽访问了平壤。由朝鲜最高人民会议常任委员会委员长金永南负责接见她。2005年，金永南也前往印尼参加亚非会谈纪念。2012年5月，他到雅加达进行正式访问。这次访问时印度尼西亚的积极分子呼吁时任总统苏西洛·班邦·尤多约诺协助朝鲜推动民主化和尊重人权的政策，以改善其孤立状态。

## 当前关系
印度尼西亚在朝鲜的人权问题和核问题下仍然继续与朝鲜维持关系，并没有和主流国家一起排挤朝鲜，这影响到了韩国和日本增加与印尼在政治、经济和战略上合作的机会。
朝鲜民主主义人民共和国政府目前在雅加达有开设“平壤館”，供应朝鲜民族料理，可作为朝鲜取得外国货币的合法来源。平壤餐厅的厨师和服务员全部都是北韓人。